# John Egerton, 7. Earl of Bridgewater

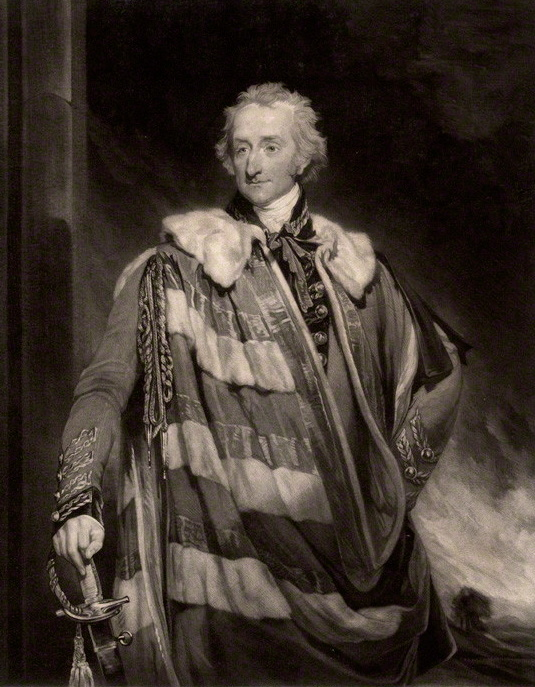
John Egerton, 7. Earl of Bridgewater

Wappen des John Egerton, 7. Earl of Bridgewater

John William Egerton, 7. Earl of Bridgewater FRS FSA (* 14. April 1753; † 21. Oktober 1823), war ein britischer Peer, General und Tory-Politiker.

## Leben
Egerton war der ältere Sohn des John Egerton, der von 1771 bis 1787 Bischof von Durham war, und der Lady Anne Sophia Grey, Tochter des Henry Grey, 1. Duke of Kent.
1771 trat er als Cornet in ein Dragonerregiment der British Army ein. 1776 wurde er zum Captain, 1779 zum Major, 1790 zum Lieutenant-Colonel, 1793 zum Colonel, 1795 zum Major-General, 1802 zum Lieutenant-General und schließlich 1812 zum General befördert. Er kämpfte insbesondere im Napoleonischen Krieg auf der Iberischen Halbinsel.
Er war auch Mitglied des britischen House of Commons, von 1777 bis 1780 als Abgeordneter das Borough Morpeth und 1780 bis 1803 für das Borough Brackley. 
Beim Tod seines unverheiratet und kinderlos verstorbenen Onkels zweiten Grades Francis Egerton, 3. Duke of Bridgewater, erbte er 1803 dessen Adelstitel als 7. Earl of Bridgewater, 8. Viscount Brackley und 8. Baron Ellesmere. Aufgrund der Titel erhielt er einen Sitz im House of Lords, wofür er aus dem House of Commons ausschied.
1808 wurde er jeweils als Fellow in die Royal Society sowie in die Society of Antiquaries aufgenommen.
Egerton heiratete im Jahre 1783 Charlotte Catherine Anne, Tochter von Samuel Haynes. Die Ehe blieb kinderlos. Egerton starb im Oktober 1823 im Alter von 70 Jahren; seine Adelstitel gingen auf seinen jüngeren Bruder Francis über. Seine Witwe starb 1849 im Alter von 85 Jahren.